# Малко-Тырново
Малко-Тырново (болг. Малко Търново) — город в Бургасской области Болгарии, единственный в болгарской части гор Странджа, центр общины Малко-Тырново.  По данным переписи населения 2011 года, в городе  проживало 2447 человек. Город находится примерно в 75 км южнее Бургаса и в 5 км от границы с Турцией.

## История

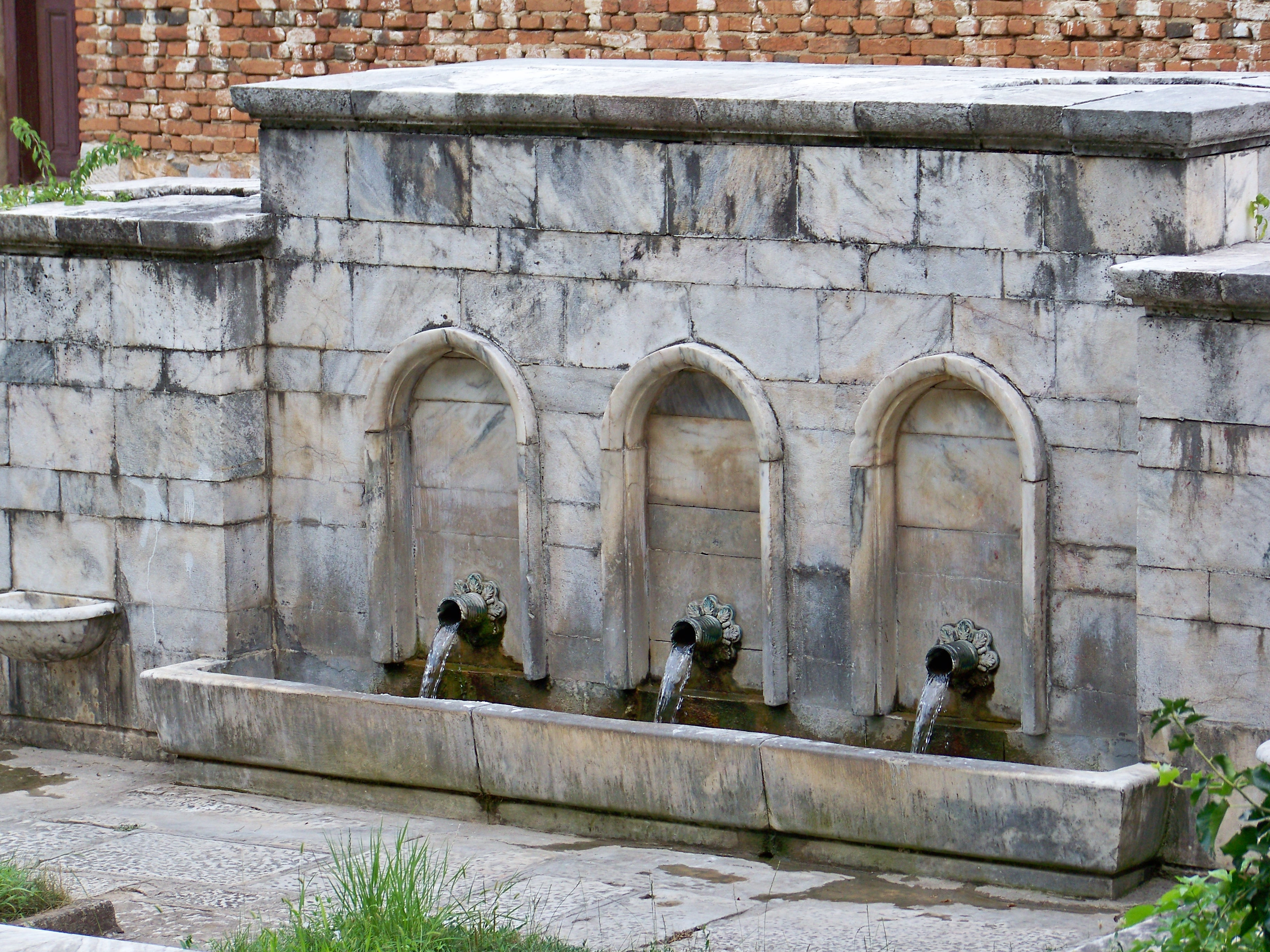
Големият врис, символ города

На месте нынешнего города существовал фракийский посёлок, от которого остались курганные некрополи. По мнению братьев Шкорпил, здесь находилась римская придорожная станция Утсургас. Нынешний город Малко-Тырново возник к концу XVI и началу XVII века, вероятнее всего, в результате процесса переселения людей из окрестных шалашей и небольших посёлков, заселившихся около родника Големия Вриз, из которого и по сей день можно пить хорошую воду. По мнению некоторых, имя посёлка можно объяснить изобилием колючего терновника в этих местах. Первоначальное «Тръново» (от болг. трънъ, ст.-сл. трьнъ ‘терновник’) видоизменилось в «Търново», а для того, чтобы имя отличалось от имени древней болгарской столицы, к нему добавили «Малко» (малое).
Первые сведения о городе более нового времени даёт Г. Энсхольм, участник похода Дибича Забалканского во время Русско-турецкой войны 1828—1829 годов. В своей книге «Заметки о городах за Балканом» он пишет, что жители занимались в основном овцеводством и связанными с ним ремёслами — изготовлением одежды из абы, швейным ремеслом, производством кож, обработкой козьей шерсти, прасольством, плотничьим ремеслом и гончарным ремеслом. Существовали искусные мастера ювелирного дела и менялы. В городе добывали мрамор, который применяли в строительстве дворца «Долмабахче» в Стамбуле. В десятках небольших магазинчиков процветала торговля. Во второй половине XIX века Малко-Тырново — красивый и богатый город, в котором ревностно сохранялись и соблюдались болгарский дух, обычаи и традиции. В начале XIX века было открыто первое училище при церкви, в 1840-х годах была основана светская школа, а около 1875 года — женская школа. В 1902 году в городе существовал салон для спектаклей. После Русско-турецкой войны и последовавшего за ней Берлинского договора, город Малко-Тырново остался в пределах Османской империи. Во время Илинденско-Преображенского восстания 1903 года здесь находился околийский революционный комитет, а его руководителями были Стефан Добрев, Райко Петров, Лефтер Мечев, Дико Джелепов и др. После жестокого подавления восстания жители Малко-Тырново были вынуждены покинуть свои родные края. Город сверг иноземную власть в 1913 году.

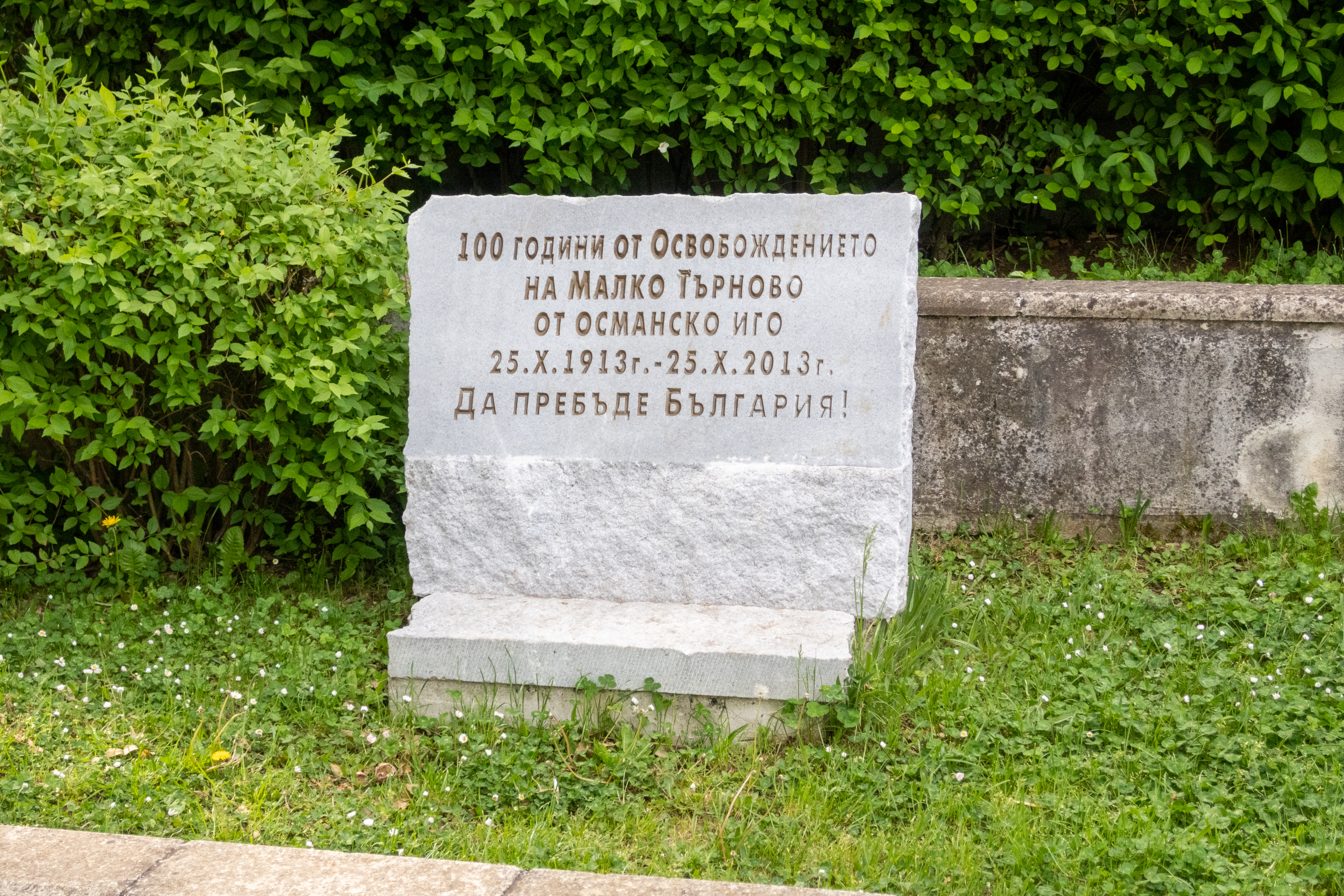

## Население
| Год     | 1934 | 1946 | 1956 | 1965 | 1975 | 1985 | 1992 | 2001 | 2011 |
| ------- | ---- | ---- | ---- | ---- | ---- | ---- | ---- | ---- | ---- |
| Жителей | 3644 | 3311 | 3744 | 4804 | 4233 | 4099 | 3831 | 2946 | 2447 |

| Национальность  | Человек | Процент |
| --------------- | ------- | ------- |
| болгары         | 1990    | 91,49%  |
| турки           | 17      | 0,78%   |
| цыгане          | 140     | 6,44%   |
| другие          | 8       | 0,37%   |
| не определились | 20      | 0,92%   |
| Всего ответов   | 2175    |         |

|  |

## Достопримечательности

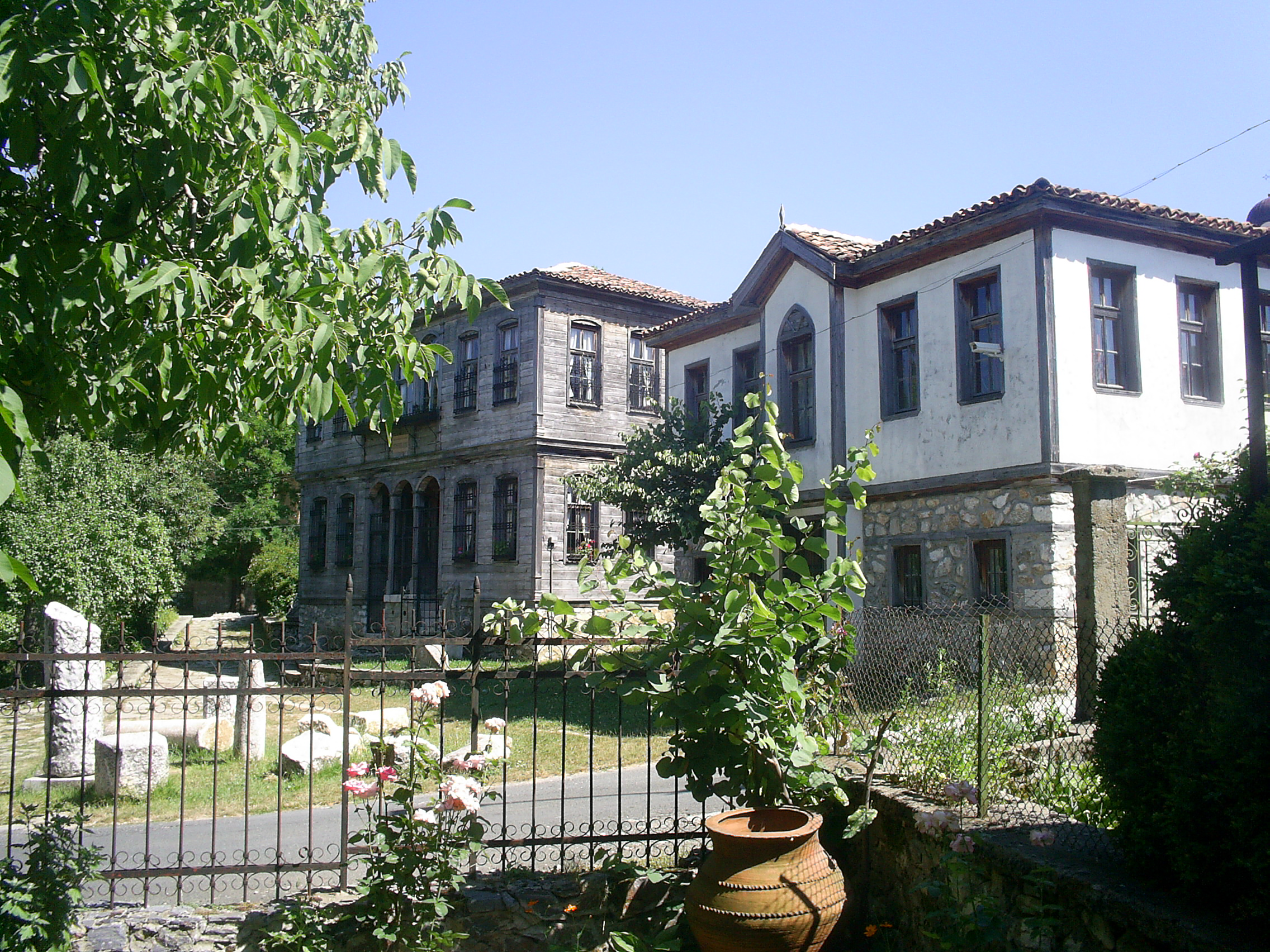

Около 20 старинных зданий в типичном странджанском стиле объявлены памятниками культуры. Среди них Попикономов дом, в котором выставлена этнографическая коллекция, лавка Велко Георгиева. В читалиште «Просвещение» — музейная коллекция «Преображенское восстание с 1903 года». Интересны иконы Сократа Георгиева, и росписи церкви Успения Пресвятой Богородицы 1830 года.

## Города-побратимы
- Николаев, Украина

## Политическая ситуация
Кмет (мэр) общины Малко-Тырново — Илиян Янчев (ГЕРБ) по результатам выборов в правление общины.

## Галерея

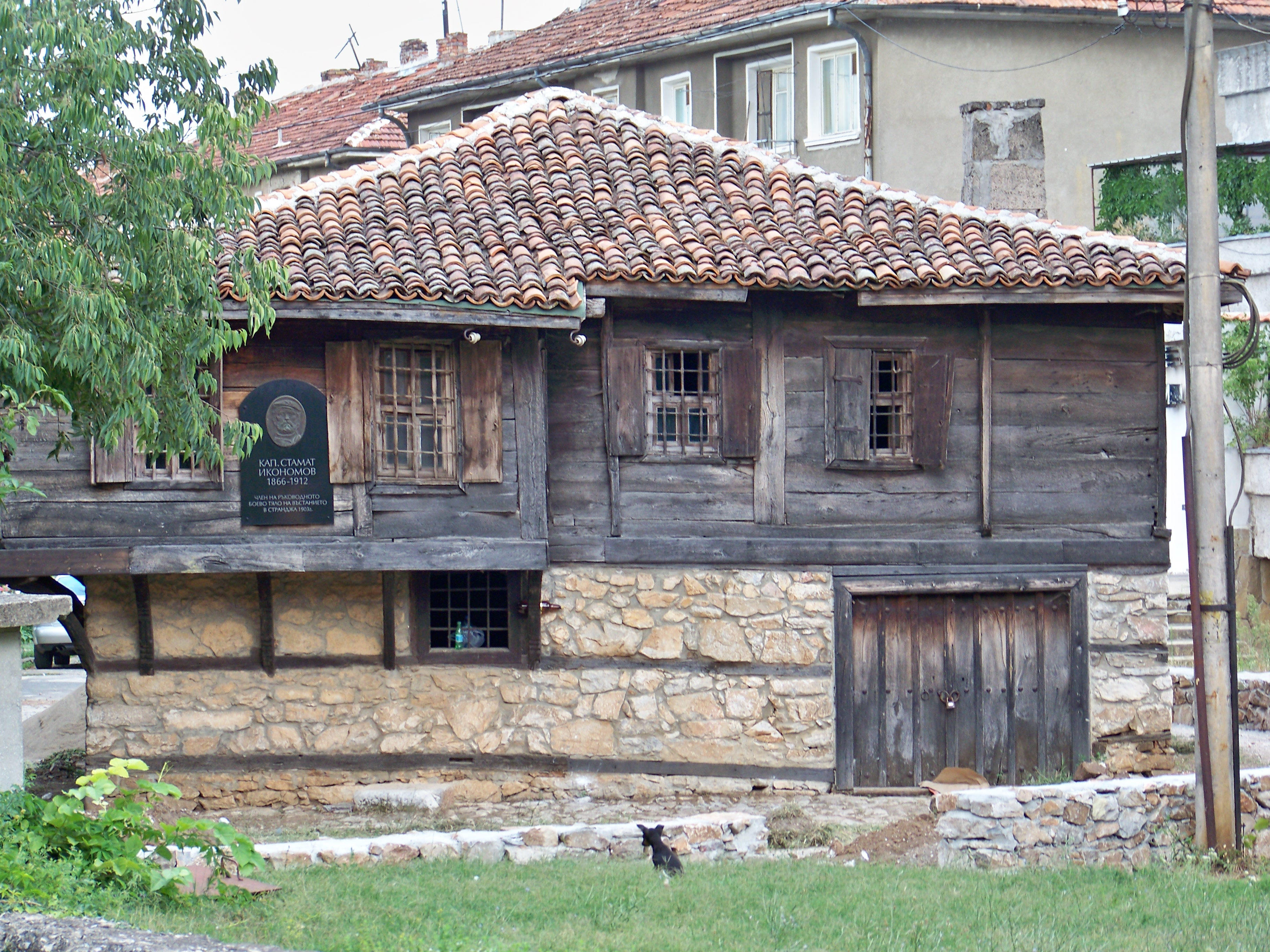
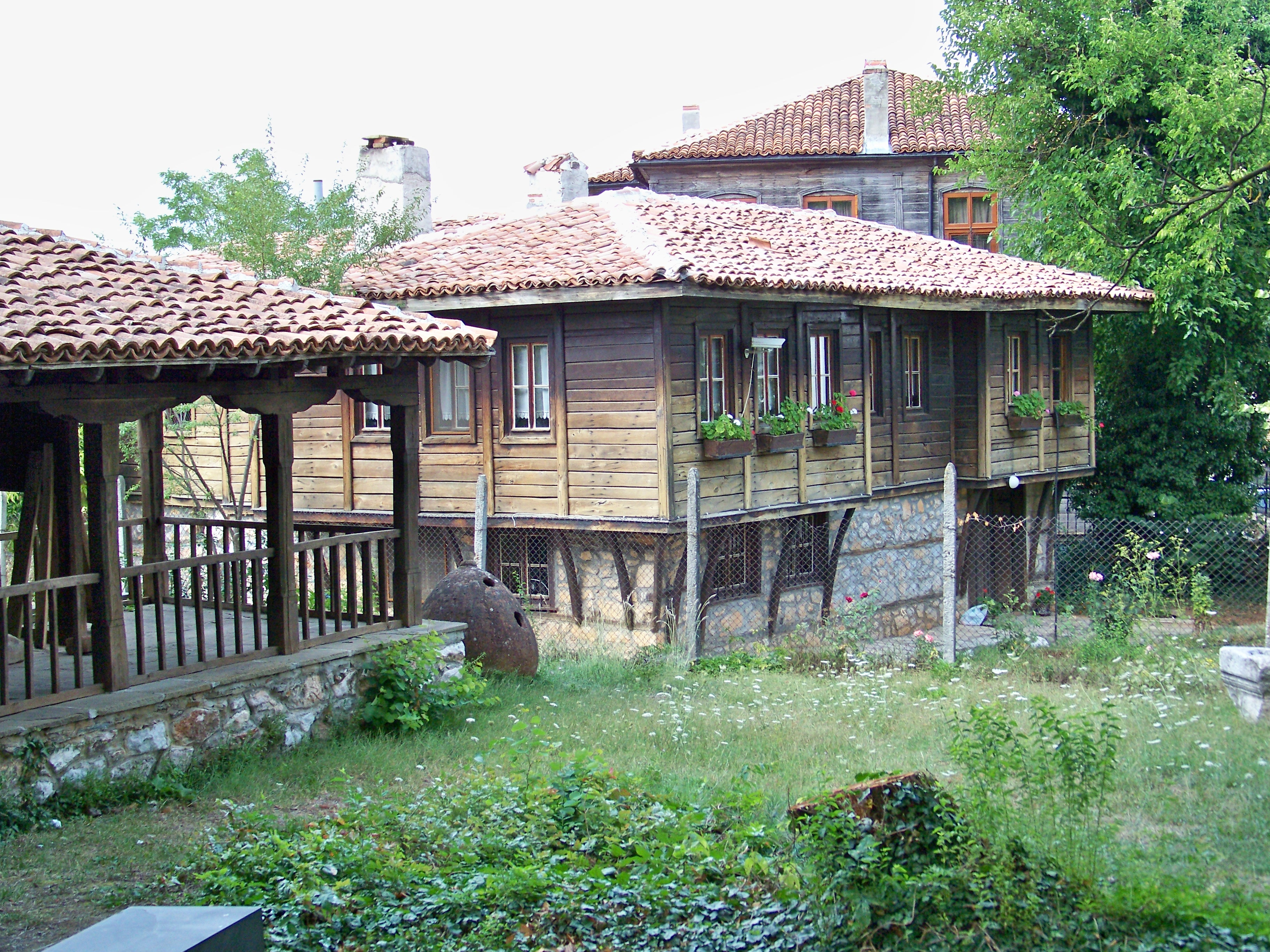
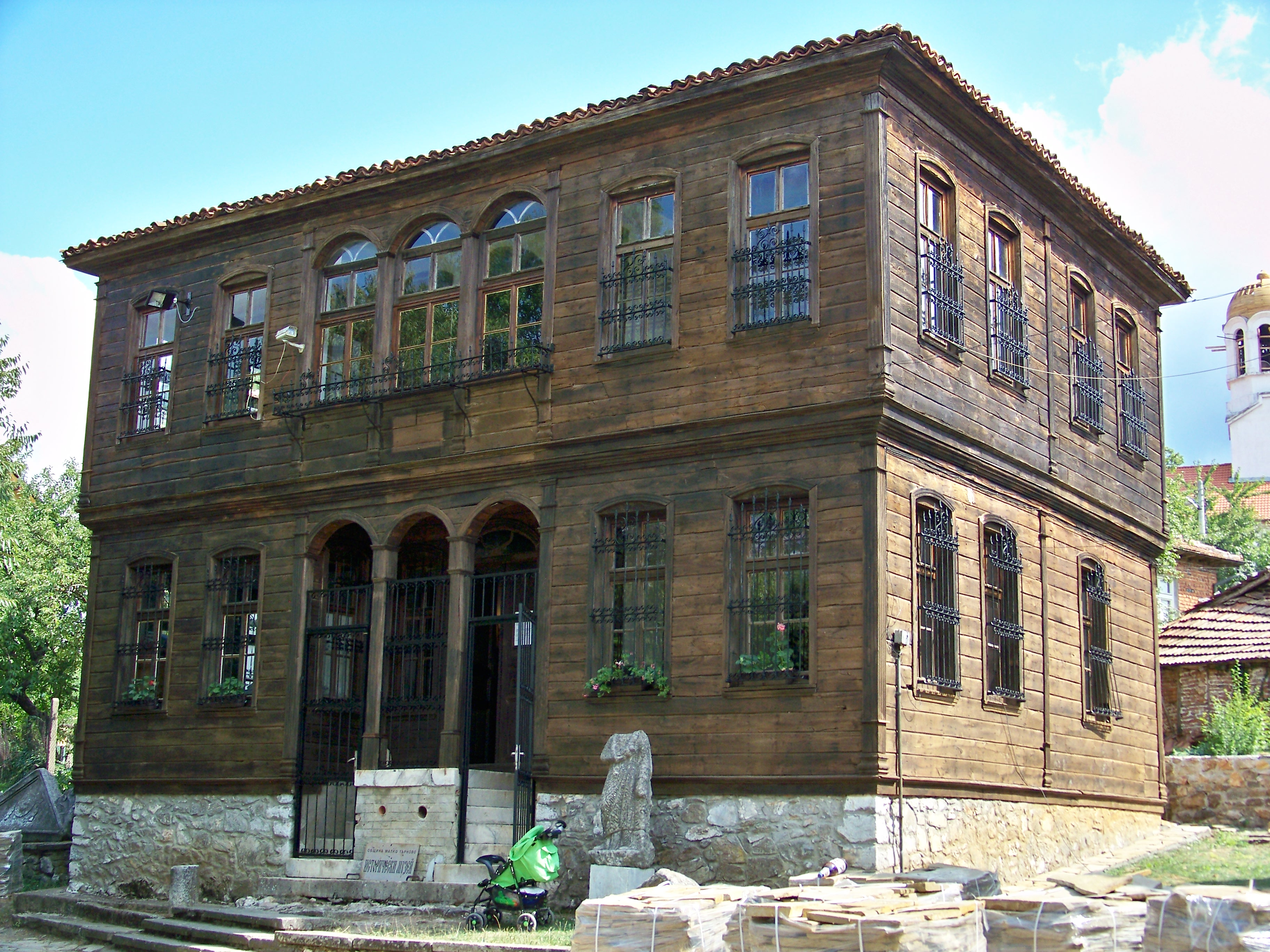
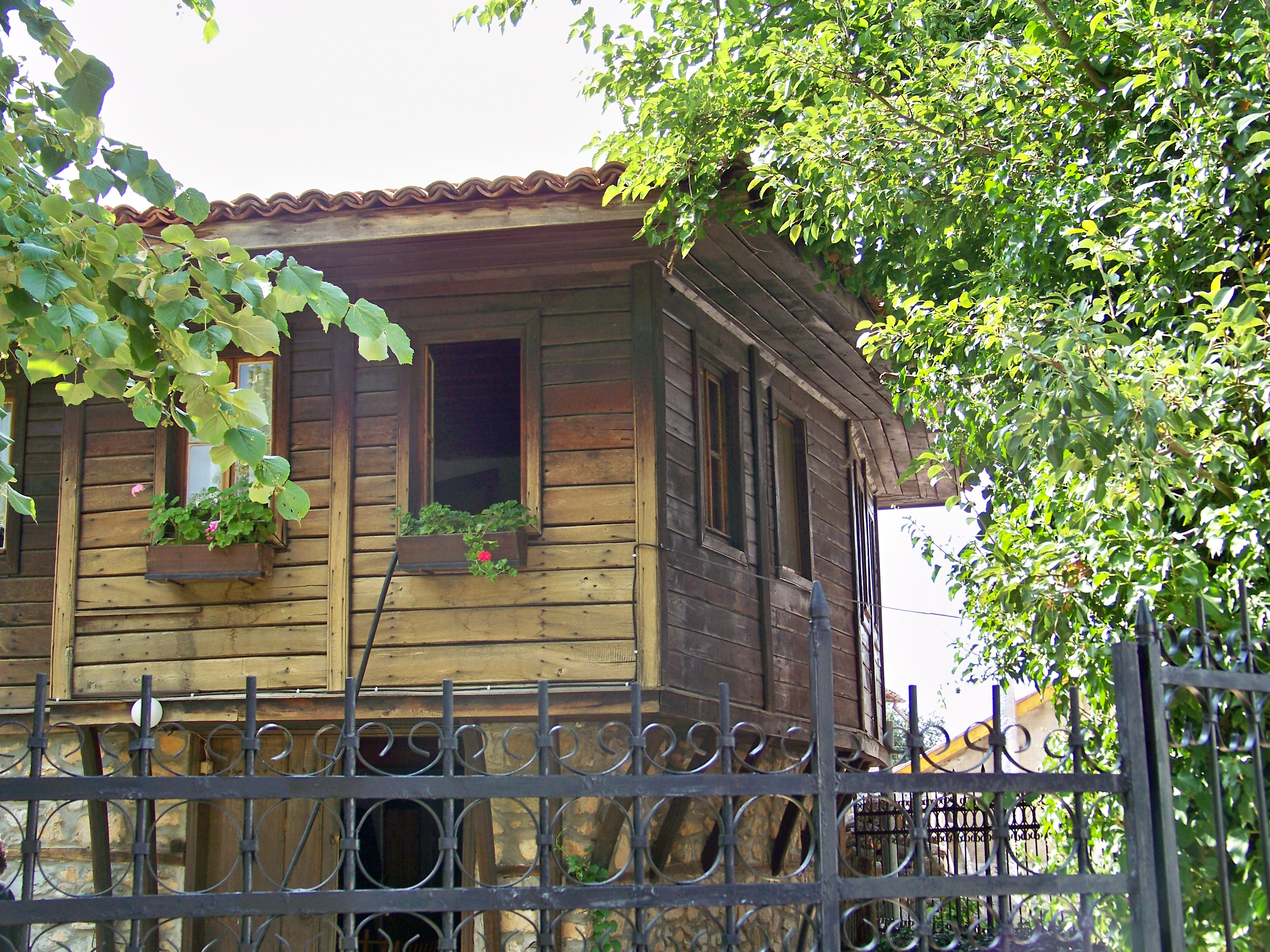
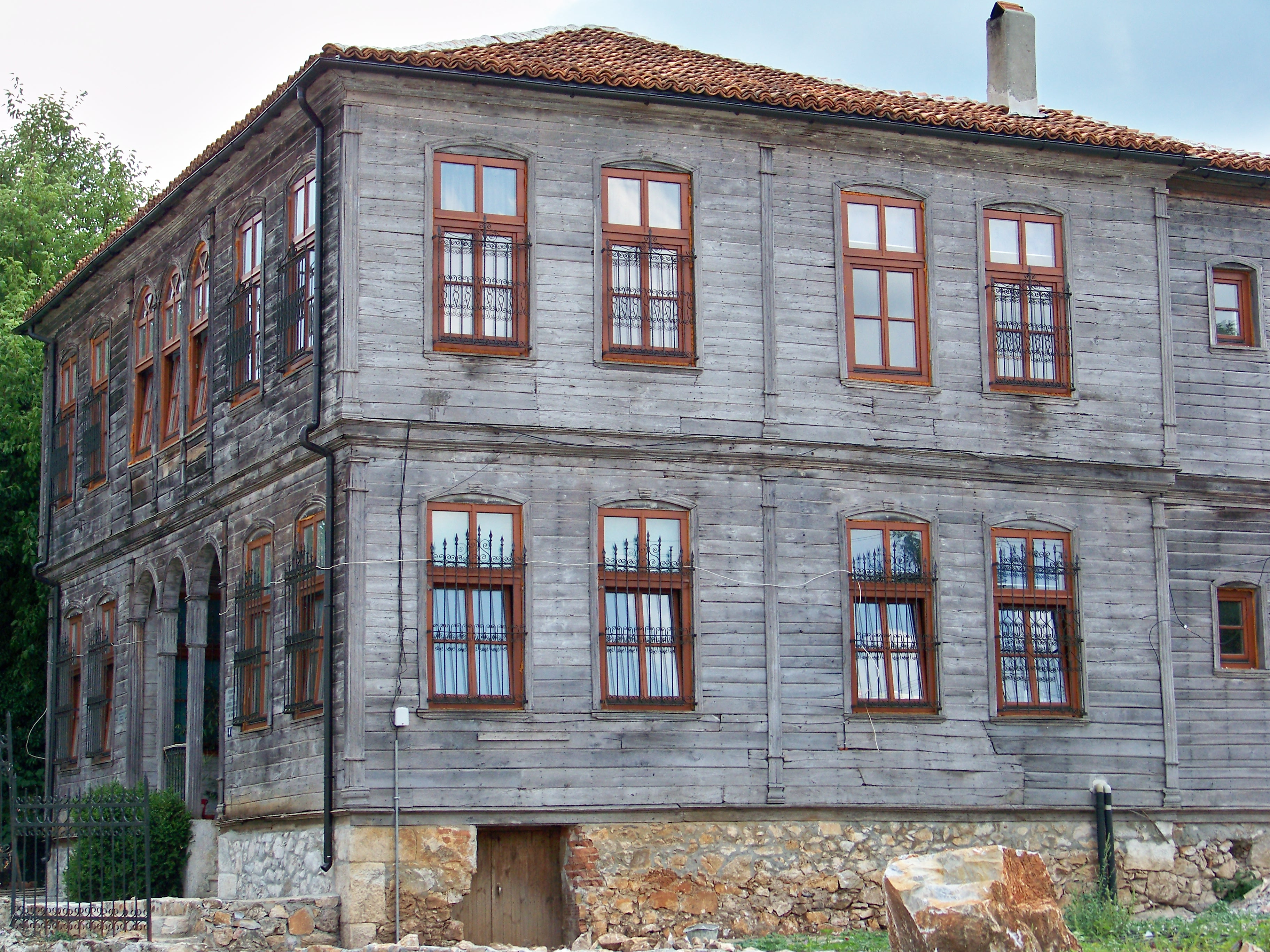